# Lophocyttarra phoenicoxantha
Lophocyttarra phoenicoxantha là một loài bướm đêm trong họ Noctuidae.